# Elements, Pt. 1
Elements, Pt. 1 е деветият студиен албум на финландската група Стратовариус. Записан е в Finnvox Studios в периода април-септември 2002 г. Продуцент е Тимо Толки.
Албумът се поява три години след последния студиен проект на Стратовариус „Infinite“. Песните „Eagleheart“, „Find Your Own Voice“ и „Learning to Fly“ са по-бързи от останалите в „Elements, Pt. 1“ и имат характерния звук на Стратовариус. „Fantasia“ слабо се основава на филма „Neverending Story“. Песните „Soul of a Vagabond“, „Papillon“ и „Elements“ са с тежък звук и съдържат оркестрални и хорови части. „Stratofortress“ е първият инструментал от „Visions“ насам. „Elements, Pt. 1“ завършва с баладата „A Drop in the Ocean“, която освен участието на симфоничен оркестър, съдържа също океански звуци.

## Състав
- Тимо Котипелто – вокали
- Тимо Толки – китара
- Яри Кайнулайнен – бас китара
- Йенс Юхансон – клавишни
- Йорг Михаел – ударни